# 8471 Обрант
8471 Обрант (8471 Obrant) — астероїд головного поясу, відкритий 5 вересня 1983 року.
Тіссеранів параметр щодо Юпітера — 3,627.